# Новільйо
Новільйо (італ. Noviglio) — муніципалітет в Італії, у регіоні Ломбардія,  метрополійне місто Мілан.
Новільйо розташоване на відстані близько 480 км на північний захід від Рима, 16 км на південний захід від Мілана.
Населення — 4553 особи (2014).

## Демографія
Населення за роками:

Станом на 1 січня 2023 року в муніципалітеті офіційно проживало 188 іноземців з 35 країн, серед них 58 громадян країн Євросоюзу та 10 громадян України.

## Сусідні муніципалітети
- Бінаско
- Гаджано
- Розате
- Вернате
- Цибідо-Сан-Джакомо